# Кробя
Кробя (пол. Krobia)  —  город  в Польше, входит в Великопольское воеводство,  Гостыньский повят.  Имеет статус городско-сельской гмины. Занимает площадь 7,05 км². Население — 3987 человек (на 2004 год).